# 伊達市ケーブルテレビ
伊達市ケーブルテレビ（だてしケーブルテレビ）は、福島県伊達市直営のケーブルテレビ局である。
伊達町によって運営されていた当時の社名は伊達町ケーブルテレビ（だてまちケーブルテレビ）であったが、2006年（平成18年）1月1日の市町村合併で町が伊達市の一部になるのに合わせて社名変更された。愛称はテレビだてで、伊達町時代から使われている。

## 所在地
- 福島県伊達市箱崎字川端7番地

## サービスエリア
- 福島県伊達市（伊達地域） - 2005年までは旧伊達町地域をサービスエリアとしていた。現在も[いつ?]全市規模で展開していない。

## 主な放送チャンネル

### テレビ局
| デジタル      | 放送局         |
| ------------- | -------------- |
| TV011-012 (1) | NHK福島総合    |
| TV021-023 (2) | NHK福島教育    |
| TV041-042 (4) | 福島中央テレビ |
| TV051-053 (5) | 福島放送       |
| TV061-062 (6) | テレビユー福島 |
| TV081-082 (8) | 福島テレビ     |
| TV121 (12)    | TVDテレビ伊達  |

地上デジタル放送は、パススルー方式でのみ視聴可能。

### ラジオ局
| MHz  | 放送局     |
| ---- | ---------- |
| 86.7 | FMポコ     |
| 87.3 | ふくしまFM |
| 87.9 | NHK福島FM  |

## コミュニティチャンネル
- 愛称：TVDテレビだて（アナログ3ch・デジタル121ch）
- こんにちはだて[要説明]
- 週刊こんにちはだて[要説明]